# Мережа постів радіаційного та хімічного спостереження
Мере́жа об'є́ктових пості́в радіаці́йного та хімі́чного спостере́ження створюється на базі установ та частин Міністерства внутрішніх справ, залізничних станцій, відділень зв'язку, аеропортів, морських та річкових портів, підприємств, колективних сільськогосподарських підприємств та інших організацій.

## Правова основа
З метою своєчасного захисту населення і територій від надзвичайних ситуацій техногенного та природного характеру, запобігання та реагування на них відповідними центральними та місцевими органами виконавчої влади відповідно до статей 9 та 15 Закону України «Про захист населення і територій від надзвичайних ситуацій техногенного та природного характеру»  і Постанови Кабінету Міністрів України від 3 серпня 1998 року № 1198 «Про єдину державну систему запобігання і реагування на надзвичайні ситуації техногенного та природного характеру», Наказом МНС України № 186 від 06.08.2002 року затверджена Методика спостережень щодо оцінки радіаційної та хімічної обстановки, на підставі якої організується об'єктова мережа постів радіаційного та хімічного спостереження.

## Організація радіаційного та хімічного спостереження
У бойову готовність пости спостереження приводяться за вказівками управлінь з питань надзвичайних ситуацій (НС). Організація спостереження за радіоактивним та хімічним зараженням на об'єктових постах спостереження здійснюється керівниками підприємств, установ та організацій.
Пости радіаційного спостереження встановлюються на території об'єкта у безпосередній близькості від пункту управління керівника об'єкта.

## Служби
Радіаційне та хімічне спостереження за відповідним режимом діяльності здійснюється:
- диспетчерськими службами;
- постами радіаційного та хімічного спостереження.

## Завдання
Радіаційне та хімічне спостереження має забезпечувати:
- максимальне охоплення території, де здійснюється діяльність населення;
- оперативний збір та узагальнення даних про радіаційну та хімічну обстановку;
- своєчасне оброблення отриманих даних (здійснення відповідних розрахунків про можливі масштаби небезпеки тощо);
- кваліфікований аналіз та оцінку обстановки для прийняття рішень про реагування щодо впровадження заходів захисту населення.

Радіаційне та хімічне спостереження здійснюється з метою своєчасного отримання органами управління єдиної державної системи запобігання і реагування на надзвичайні ситуації техногенного та природного характеру та їхніми структурними підрозділами інформації про забруднення довкілля та їхніми структурними підрозділами інформації про забруднення довкілля небезпечними хімічними і радіоактивними речовинами, аналізу та розроблення практичних рекомендацій щодо прийняття рішень про реагування на впровадження заходів захисту населення.

## Ознаки зараження, що контролюються
Перелік зовнішніх ознак використання противником хімічної зброї:
розливи авіаційних хімічних бомб, снарядів, мін, ракет та інших боєприпасів;
- поява швидкозникаючої хмари або темної смуги за літаком;
- наявність крапель мастила, плям, бризок, калюж на місцевості або у вирвах;
- зав'ялість рослинності або зміна її кольору;
- подразнення органів дихання, зору або носоглотки;
- зниження гостроти зору або втрата його;
- сторонній запах, не характерний для даної місцевості;
- відхилення від норми поведінки своїх товаришів або порушення в них рухомих функцій.

Бактеріологічної зброї:
- наявність на місцевості залишків бомб, снарядів з поршневими та іншими пристроями для утворення хмари аерозолей;
- наявність комах, кліщів та гризунів у місцях падіння авіабомб та контейнерів;
- наявність на місцевості незвичайного копичення комах та гризунів;
- глухі розриви боєприпасів з утворенням хмари диму або туману;
- наявність у місцях розривів боєприпасів, рідин або порошкоподібних речовин на ґрунті, рослинності та на інших речах, а також великих боєприпасів, відсутність запаху та інших ознак ОР.

## Вимоги до постів
Місце розгортання поста спостереження повинно мати добрий огляд у призначеному для спостереження районі, не виділятись на загальному фоні. Треба враховувати наявність засобів зв'язку, які дозволяють передавати результати спостереження і можливість швидкого оповіщення населення про небезпеку радіаційного та хімічного зараження. Не рекомендується розташовувати пости на узліссі або використовувати для цього дзвіниці, різні висотні будівлі, тому що дані характеру зараження при цьому будуть неточні. Інженерне обладнання поста передбачає створення найпростішої захисної споруди (перекрита траншея, щілина), яка забезпечує захист спостерігачів.

## Обсяг заходів
Обсяг заходів щодо здійснення радіаційного та хімічного спостереження залежить від режимів функціонування єдиної державної системи запобігання і реагування на надзвичайні ситуації техногенного та природного характеру.

## Повсякденна робота
У режимі повсякденної діяльності — ведення диспетчерськими службами у межах зони відповідальності постійного приладового контролю (за допомогою стаціонарних приладів) за станом довкілля щодо індикації перевищень фонової потужності експозиційної (поглиненої) дози (за радіаційною обстановкою) та періодичний візуальний контроль за станом довкілля щодо випадків появи аномальних явищ на ґрунті, в інших об'єктах довкілля у вигляді нехарактерного пофарбування, запаху, диму, туману тощо (без точного визначення типу отруйних або небезпечних хімічних речовин) — за хімічною обстановкою.
Радіаційне та хімічне спостереження здійснюється 4 рази на добу (5.00, 11.00, 17.00, 23.00).
У режимі підвищеної готовності — посилення роботи із залученням додаткових сил та засобів, пов'язаної з веденням спостережень за радіаційною та хімічною обстановкою в зонах відповідальності та в інших небезпечних зонах залежно від обстановки; прогнозування наслідків надзвичайної ситуації.
Терміни, кількість та місця спостережень визначаються безпосередньо за фактом події та залежно від обстановки.
У режимі діяльності за надзвичайних ситуацій — здійснення постійного спостереження за радіаційною та хімічною обстановкою в зонах надзвичайних ситуацій.

## Пост радіаційного і хімічного спостереження
Для спостереження за радіаційним і хімічним станом на кожному об'єкті народного господарства створюються пости радіаційного і хімічного спостереження (РХС). Вони є основними джерелами інформації про обстановку для начальників цивільної оборони, об'єктів та начальників штабів. Завдання поста РХС ставить начальник штабу об'єкта господарства, а начальник поста організовує його виконання: доводить завдання до відома підлеглих, визначає порядок обладнання поста, перевіряє справність приладів, організовує зв'язок із пунктом управління об'єкта, встановлює порядок спостереження і керує діями спостерігачів.

## Засоби
Об'єктові пости комплектуються та оснащуються приладами радіаційної (хімічної) розвідки та засобами індивідуального захисту за штатами і табелями.

## Зразкове оснащення
- Прилади радіаційної розвідки (з рівнем інформації 0,05 мР/год).
- Спеціальні прилади хімічної розвідки (переносні автоматичні або ручні).
- Прилади хімічної розвідки.
- Радіометр, рентгенометр ДП-5.
- Індивідуальний дозиметр — на кожного.
- Легкий захисний костюм Л-1 — на кожного.
- Фільтрувальний протигаз — на кожного. Респіратор Р-2 — на кожного.
- Метеокомплект № 3 (там, де треба згідно з табелем).
- Секундомір.
- Захисні окуляри.
- Засоби зв'язку та оповіщення (телефон, сирена, гонг).

## Підготовка фахівців
Підготовка особового складу об'єктових постів радіаційного та хімічного спостереження здійснюється курсами цивільної оборони, а також навчальними закладами (курсами ЦО) міністерств та відомств за програмою Міністерства з питань надзвичайних ситуацій.

## Персонал
Особовий склад постів комплектується за рахунок невійськовозобов'язаних працівників та службовців підприємств і закладів, на базі яких створюються ці пости.

## Матеріальне забезпечення
Забезпечення постів радіаційного спостереження належним за табелями майном здійснюється підприємствами, установами та організаціями, на базі яких створені ці пости, за рахунок фондів поточного достатку, який виділяється через управління, відділи з питань НС.

## Функціональні обов'язки начальник поста
- вивчити район спостереження, уточнити порядок підтримки зв'язку і доповіді про результати спостереження, встановити чергу спостереження, скласти схему орієнтирів та поставити завдання спостерігачам;
- перевірити робочий стан засобів зв'язку, доповісти про початок спостереження та передати перше метеоспостереження, при необхідності організувати інженерне обладнання і маскування моста.

## Обов'язки особового складу
- при отриманні доповідей спостерігачів уточнити їх і доповісти начальнику відділу з НС та ЦО, записати в журнал та забезпечити розвідку місцевості в районі поста у радіусі до 1 км;
- у подальшому здійснювати періодичний контроль за вимірюванням рівнів радіації та наявності ОР. Проби з бактеріологічними речовинами напрявляти в лабораторію.

Черговий спостерігач зобов'язаний:
- вести безперервне спостереження у даному районі (схема орієнтирів);
- періодично вмикати прилади та стежити за їхніми показниками;
- в установлені терміни проводити метеорологічне спостереження;
- при спалахові ядерного вибуху, вживши заходи захисту від ударної хвилі, вмикнути секундомір; після проходження ударної хвилі вимкнути секундомір та провести обчислення для визначення місця ядерного вибуху;
- при наявності радіоактивного зараження перевести засоби захисту у бойовий стан та доповісти старшому начальнику;
- при виявленні ознак використання ОР та БЗ негайно подати сигнал, перевести засоби у бойовий стан та доповісти начальнику поста.

## Основні завдання постів спостереження
- своєчасне виявлення радіоактивного та хімічного зараження місцевості і повітря;
- своєчасне подавання сигналу «Радіаційна небезпека» або «Хімічна тривога»;
- спостереження за напрямком вітру та рухом радіоактивної хмари після вибуху або хмари небезпечних хімічних речовин;
- визначення рівнів радіації та типи застосованих НХР;
- встановлення спостереження, на які райони стався напад;
- доповідь про характер зараження керівнику підприємства, установи, на базі яких створені пости спостереження.

## Порядок доповідей та інформації
Об'єктові пости спостереження про дані радіоактивного та хімічного зараження доповідають керівнику установи, на базі якої вони створені.
Відділи з НС та ЦО об'єктів доповіді від постів спостереження передають у відділи з питань НС та ЦЗН районів, які повну узагальнену інформацію доповідають головному управлінню (управлінню) з питань НС області, а також сусідньому району, якому загрожує небезпека зараження.

## Обов'язки начальника поста
1. Начальник поста, він же старший спостерігач, повинен бути особисто підготовлений, досконально знати та бездоганно вміти працювати з приладами радіаційної та хімічної розвідки, а також користуватись індивідуальними засобами захисту. Постійно знати особовий склад поста, навчати його діям з несення служби спостереження та систематично проводити тренування з роботи на приладах і користування індивідуальними засобами захисту. Стежити за технічним станом засобів захисту та приладів, турбуватись про їхню справність та забезпечення придатними джерелами живлення і індикаторними трубками до приладів.
2. З введенням сигналу «Загроза нападу» при отриманні завдання на радіаційне та хімічне спостереження від начальника об'єкта старший спостерігач негайно організовує:
- збір особового складу;
- перевірку, видачу та підгонку засобів індивідуального захисту всьому особовому складу поста, приведення засобів захисту у положення «напоготові»;
- приведення у готовність приладів радіаційної та хімічної розвідки (підключення джерел живлення та встановлення індикаторних трубок без їхнього надлому);
- безперервне спостереження — час увімкнення приладів радіаційної розвідки;
- приведення у готовність місць укриття для спостерігачів та визначення їхніх місць в укритті;
- порядок зв'язку поста з начальником відділу з НС та ЦО об'єкта та оповіщення працівників і службовців об'єкта про радіоактивне і хімічне зараження;
- доводити до особового складу поста звукові сигнали оповіщення, встановлені начальником цивільної оборони об'єкта (удари в гільзу, рейку, дзвоник тощо);
- перед заступанням на пост чергового спостерігача інструктує його з показом практичних дій.

3. У процесі спостереження:
- керує діями чергового спостерігача та всього особового складу поста;
- в установлений час доповідає про обстановку у відділи з НС та ЦО або керівнику об'єкта;
- при виявленні радіоактивного та хімічного зараження (показання приладів радіаційної розвідки від 0,5 Р/год та більше, зміни кольору наповнювача індивідуальної трубки) * доповідає негайно;
- має встановити черговість та порядок відпочинку особового складу поста;
- повинен вжити заходи для вчасної заміни джерел живлення та індикаторних трубок, у яких закінчилися терміни зберігання;
- особисто проводити запис у формулярах приладів в розділі «Облік роботи приладу при експлуатації».

4. При виникненні осередків зараження:
- при ядерному вибухові начальник поста, черговий спостерігач та решта особового складу швидко ховаються в укриття; після проходження ударної хвилі вживає заходи до відновлення служби чергового спостерігача;
- перевіряє встановлення приладів до режиму «Робота» та веде спостереження за напрямком руху хмари ядерного вибуху;
- виявивши радіоактивне зараження або отримавши доповідь чергового спостерігача, подає встановлений сигнал і доповідає начальнику відділу з НС та ЦО об'єкта або керівнику об'єкта.

При нальоті авіації на об'єкт або найближчі райони подає команду на укриття особового складу, за винятком чергового спостерігача, який продовжує вести спостереження:
- виявивши початок застосування отруйних речовин, подає встановлений сигнал «хімічна тривога», доповідає начальнику відділу з НС та ЦО або керівнику об'єкта та за їхнім наказом організовує взяття проби зараженої місцевості, рослинності тощо;
- періодично контролює спад рівня радіації та наявність отруйних речовин у районі спостереження і виявляє можливість зняття індивідуальних засобів захисту.

## Обов'язки чергового спостерігача
Черговий спостерігач підпорядковується начальнику поста радіаційного та хімічного спостереження.
Черговий спостерігач зобов'язаний:
- невідлучно перебувати на посту, маючи при собі прилади радіаційної та хімічної розвідки та індивідуальні засоби захисту у стані «напоготові»;
- безперервно вести спостереження за обстановкою у районі об'єкта;
- про зміни в обстановці негайно доповідати начальнику поста, при цьому вказати що, де і коли відбулося;
- після ядерних ударів періодично, самостійно, через визначені проміжки часу (5-10 хв.) включає рентгенометр або радіометр-рентгенометр та фіксує його показання;
- при виявленні радіоактивного зараження переводить засоби захисту у «бойовий» стан та контролює зміни рівнів радіації через кожні 30 хвилин, при цьому робить записи у журналі спостереження;
- при підозрі за зовнішніми ознаками про застосування противником отруйних речовин або бактеріальних речовин чи бактеріальних засобів, приводить у «бойовий» стан засоби захисту, доповідає начальнику поста — старшому спостерігачу та визначає тип цих речовин. За вказівкою начальника поста бере проби для відправки на дослідження у найближчу лабораторію ЦО (при відсутності на посту приладу хімічної розвідки, доповідь ґрунтується на результатах вивчення зовнішніх ознак);
- за вказівкою начальника поста, при необхідності уточнення показань приладів, проводить розвідку у районі розташування об'єкта;
- веде записи у журналі спостереження;
- про будь-які зміни повідомляє спостерігачу, що заступає на зміну, результати спостереження, передає прилади радіаційної та хімічної розвідки та інше майно поста.